# Cavalleria rusticana
Cavalleria rusticana (em português Cavalheirismo rústico) é uma ópera em um ato único de Pietro Mascagni, estreada em 17 de maio de 1890 no Teatro Costanzi, em Roma. Cavalleria rusticana é considerada uma das primeiras composições do realismo operístico italiano, ou verismo.
O libreto é de Giovanni Targioni-Tozzetti e de Guido Menasci, extraído da novela homónima de Giovanni Verga.

## Papéis
- Santuzza, soprano dramático ou mezzosoprano; pobre camponesa
- Turiddu, tenor; aldeão, recém chegado do exército
- Lucia, contralto ou mezzosoprano dramático; mãe de Turiddu
- Alfio, barítono; carreteiro
- Lola, mezzosoprano; esposa de Alfio

## Sinopse

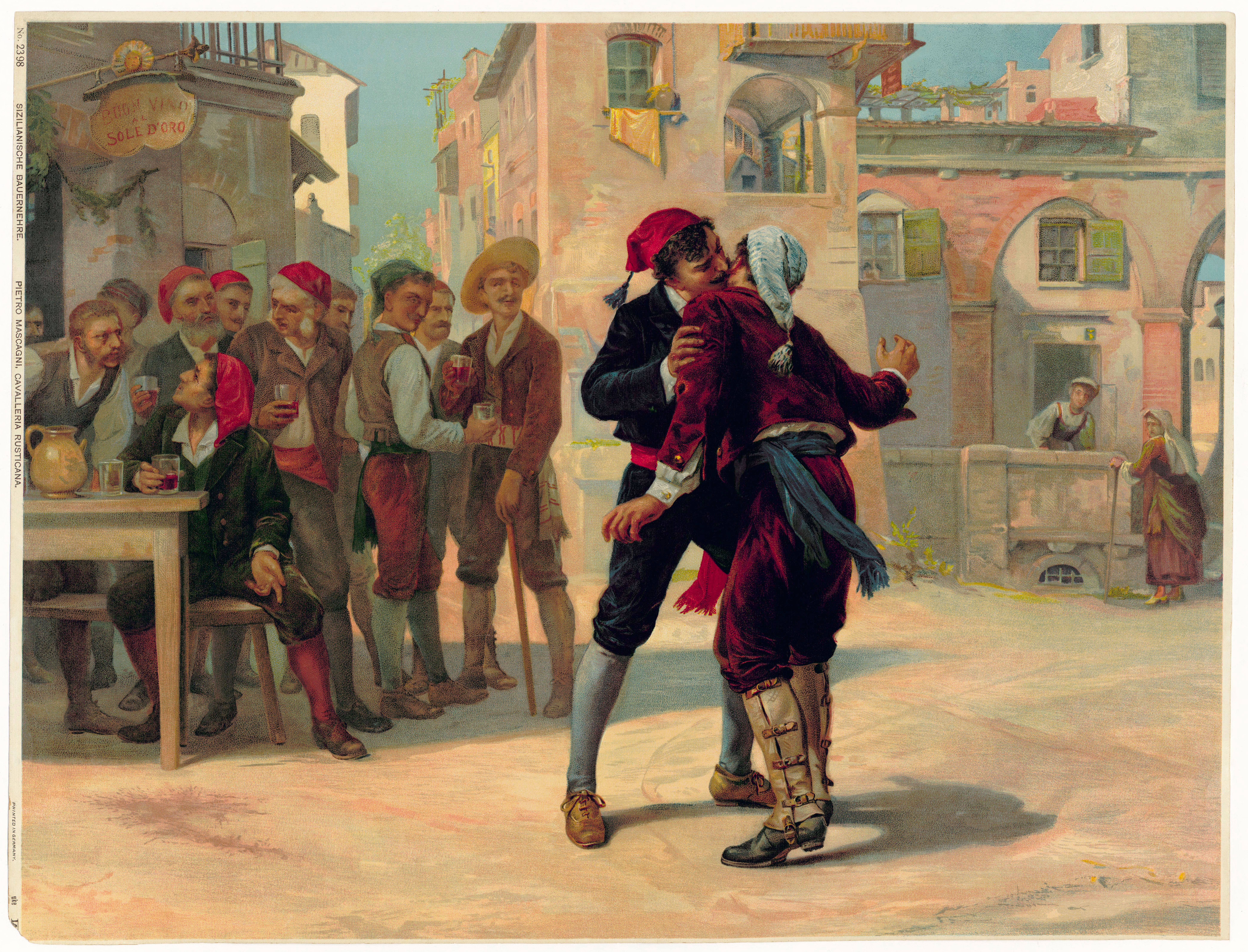
"Sizilianische Bauernehre. Pietro Mascagni : Cavalleria Rusticana" - Scene from near the end of the opera, where Alfio and Turiddu embrace as part of the ceremony before their duel.

### Ato Único
É Domingo de Páscoa num povoado da Sicília. O povoado está reunido na igreja próxima à taverna de Mamma Lucia. Santuzza pergunta a respeito de seu prometido, o soldado Turiddu (hipocorístico siciliano de Salvatore), filho de Mamma Lucia, e ela responde que foi comprar vinho. Chega Alfio, marido de Lola, e solicita uma taça de vinho a Santuzza, e ela lhe responde que Turiddu foi buscar. Alfio não entende, porque viu Turiddu próximo de sua casa.
Tem início à procissão de Páscoa, e todos entram na igreja. Somente Mamma Lucia e Santuzza permanecem fora. Santuzza revela seu sofrimento a Lucia, por saber que Turiddu amava Lola antes de entrar para o exército. Ao voltar, Lola já tinha se casado com Alfio e Santuzza teria sido apenas uma substituta. Lola, desde então, tem se dedicado a seduzir Turiddu.
Chega Turiddu, e Santuzza suplica a ele que não a abandone. Mas Turiddu não faz conta e Santuzza conta a Alfio sobre suas suspeitas. Alfio, furioso, jura vingança.
Sai o povo da igreja, terminada a missa. Vão, então, à taverna de Mamma Lucia comemorar. Turiddu é encarregado de servir aos demais. Alfio aparece, e recusa o vinho de Turiddu, insinuando a traição, ao dizer que seu copo estaria envenenado. Turiddu, então, o desafia a um duelo - pelo gesto scicillano -, desferindo-lhe uma mordida no lóbulo da orelha.
Antes de enfrentar Alfio, já pressentindo o desfecho, Turiddu roga a Mamma Lucia que cuide de Santuzza. Tem início o duelo. Pouco depois, aparece uma mulher em desespero, avisando Mamma Lucia de que seu filho Turiddu foi morto no duelo.

## Estrutura
Cavalleria rusticana é uma ópera a números fechados com a estrutura seguinte:
- Preludio
  - Siciliana O Lola, bianca come fior di spino / O Lola c'hai di latti la cammisa (Turiddu)

### Atto unico
- Coro d'introduzione Gli aranci olezzano (Coro)
- Scena e sortita Dite, mamma Lucia... Il cavallo scalpita (Santuzza, Lucia, Alfio, coro)
- Scena e preghiera Beato voi, compar Alfio... Inneggiamo il Signor non è morto (Santuzza, Lucia, Alfio, coro)
- Romanza e scena Voi lo sapete, o mamma... Andate, o mamma, ad implorare Iddio (Santuzza, Lucia)
- Duetto Tu qui, Santuzza (Santuzza, Turiddu)
  - Stornello Fior di giaggiolo (Lola)
- Duetto Il Signore vi manda, compar Alfio (Santuzza, Alfio)
- Intermezzo sinfonico
- Scena e brindisi A casa, a casa, amici... Viva il vino spumeggiante (Turiddu, Lola, coro)
- Finale A voi tutti salute... Mamma, quel vino è generoso (Santuzza, Turiddu, Lucia, Alfio, Lola, coro)

A passagem mais conhecida desta ópera é o intermezzo, que é uma peça conhecida do público geral, tendo sido usada como parte da trilha sonora do capitulo final da aclamada trilogia O Poderoso Chefão: Parte III; presente também na trilha de Touro Indomável, de Scorsese, no anime Samurai X ao final da Saga de Quioto e em novelas como Sangue do Meu Sangue (SBT, 1995) e Terra Nostra (Rede Globo, 1999). 